# روميرو أوسبي
روميرو أوسبي (بالإنجليزية: Romero Osby)‏ مواليد 7 مايو 1990 في فرانكفورت، هو لاعب كرة سلة أمريكي. بدأ مسيرته الاحترافية في سنة 2013. تم اختياره من قبل فريق أورلاندو ماجيك خلال الدرافت. يبلغ طوله 6 قدم 8 بوصة (2.0 م).

## المسيرة الاحترافية
لعب مع مين ريد كلوز في موسم 2013–2014، ثم لعب مع لو مان سارت باسكت في الدوري الفرنسي في موسم 2014–2015، ثم لعب مع مين ريد كلوز في سنة 2015، ثم لعب مع جاي إس إف نانتير في الدوري الفرنسي في سنة 2015.

## روابط خارجية
- روميرو أوسبي على موقع سبورتس رفرنس (الإنجليزية)
- روميرو أوسبي على موقع كرة السلة الأوروبية.كوم (الإنجليزية)
- روميرو أوسبي على موقع كلية كرة السلة في سبورتس رفرنس.كوم (الإنجليزية)
- روميرو أوسبي على موقع ريلجم (الإنجليزية)
- روميرو أوسبي على موقع بروبوليرز (الإنجليزية)
- روميرو أوسبي على موقع سبورتس رفرنس (الإنجليزية)
- روميرو أوسبي على موقع سبورتس رفرنس (الإنجليزية)